# Hellnight
Hellnight, conosciuto in Giappone come Dark Messiah (ダークメサイア?, Dākumesaia) è un videogioco di genere survival horror che si svolge in prima persona  . È stato sviluppato da Dennou Eizou Seisakusho e pubblicato da Atlus Co.  in collaborazione con Konami nel 1998. È un gioco di avventura in 3D.
Gioco poco noto, la causa, forse, è da ricondursi al fatto che il gioco non è stato rilasciato all'infuori di Giappone ed Europa, ricevendo poca attenzione da parte dei media.

## Trama
Tokyo alla fine del millennio è una megalopoli dotata di un'enorme struttura sotterranea, composta da tunnel per la metropolitana, un intricato sistema fognario e vecchie strutture risalenti alla Seconda Guerra Mondiale dimenticate.
Il gioco ha inizio con un filmato di apertura composto da più scene che si sovrappongono e raccontano una storia: È notte, il protagonista è in fuga da alcuni seguaci di un antico culto e trova rifugio nella metropolitana, salendo su di un treno. Mentre cerca di comprendere il perché la setta lo abbia preso di mira, una scena veloce si sovrappone, mostrandoci un laboratorio di ricerca, situato da qualche parte in quel mondo sotterraneo. Il filmato ci mostra una creatura simbiotica che fugge dal laboratorio in cui era imprigionata dopo aver attaccato uno scienziato. Pochi istanti dopo la creatura muta ancora forma divenendo una sorta di zombie. Nella sua fuga si imbatte nel treno su cui sta viaggiando il protagonista provocando un tragico incidente, che comporta la morte di 56 persone.
Tra i sopravvissuti, oltre il protagonista, c'è Naomi Sugiura, studentessa liceale. I due si allontanano dal luogo dell'incidente, mentre la creatura miete altre vittime. Nella loro fuga si imbattono in una squadra di black-ops( inviati segretamente a distruggere la creatura)  che tenta di fermare l'avanzata della creatura ma senza successo, vengono spazzati via in pochi secondi.
Il protagonista e Naomi fuggono e dopo essersi addentrati ancora più a fondo nel mondo sotterraneo, trovano il "Mesh": un'area abitata da cittadini autosufficienti che hanno rinunciato alle loro identità e alla loro vita in superficie, trovando una nuova casa nel sottosuolo. Le loro vite, però, stanno per essere sconvolte dall'arrivo della misteriosa creatura che ora si è evoluta in una forma più veloce, sviluppando una sorta di esoscheletro.  La fuga continua e i due protagonisti devono trovare una via per risalire in superficie.

## Personaggi
Durante il gioco, si può incontrare e reclutare diversi personaggi come compagni.
- Naomi Sugiura è una studentessa di 17 anni, in fuga da alcuni membri di una setta. Come il protagonista trova rifugio nella metropolitana.
- Kyoji Kamiya è un serial killer di 28 anni ha con sé una pistola rubata alla sua prima vittima, un poliziotto.
- Leroy Ivanoff è un soldato russo, ha 30 anni e insegue la creatura nelle profondità del Mesh dopo che la sua squadra è stata spazzata via.
- Rene Lorraine è una giornalista francese decisa a svelare il segreto della setta che sta rapendo sempre più persone a Tokyo.